# Cáo Bengal
Cáo Bengal (danh pháp hai phần: Vulpes bengalensis) là một loài động vật thuộc họ Chó. Cáo Bengal là cáo đặc hữu của tiểu lục địa Ấn Độ và được tìm thấy từ dãy Himalaya và Terai của Nepal qua miền nam Ấn Độ và từ miền nam và miền đông Pakistan đến miền đông Ấn Độ và đông nam Bangladesh.
Cáo Bengal là một loài cáo tương đối nhỏ với mõm thon, tai dài và nhọn, đuôi rậm lông dài khoảng 50 đến 60% chiều dài của đầu và thân. Màu lông lưng của rất khác nhau, nhưng chủ yếu là màu xám nhạt còn lông bụng; chân của loài này có xu hướng màu nâu hoặc nâu đỏ. Đuôi rậm rạp với chỏm đuôi màu đen nổi bật giúp phân biệt loài này với loài cáo đỏ. Mặt sau tai có màu nâu đậm với rìa màu đen. 

## Hình ảnh

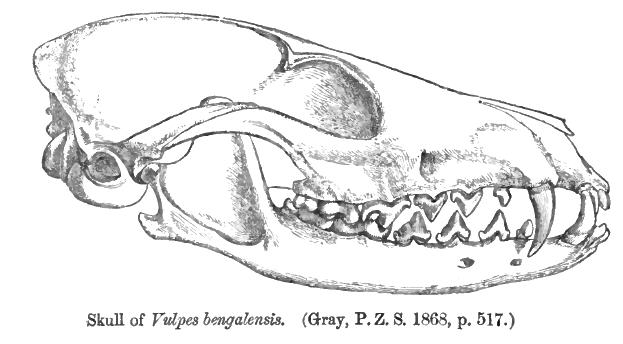
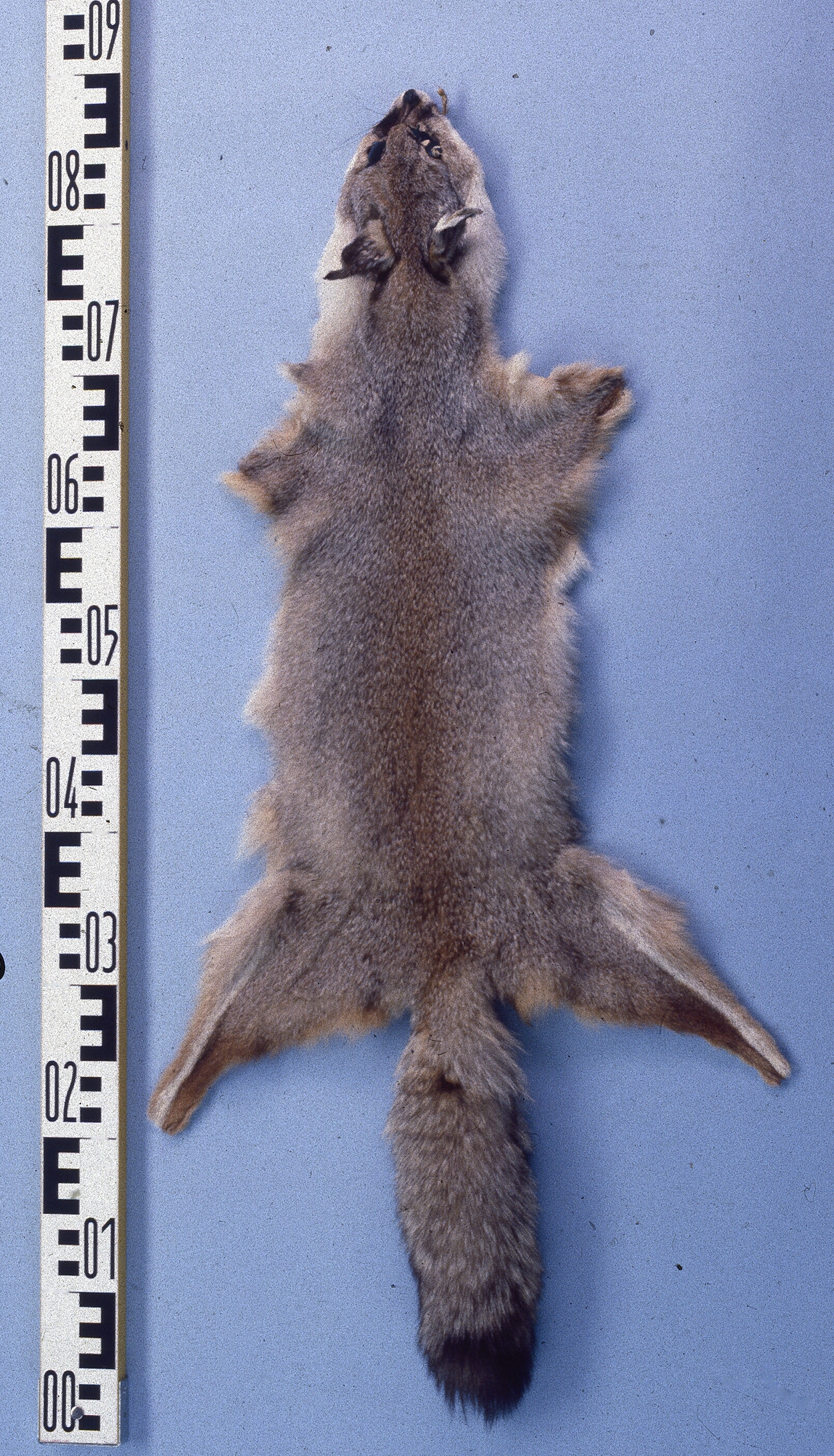
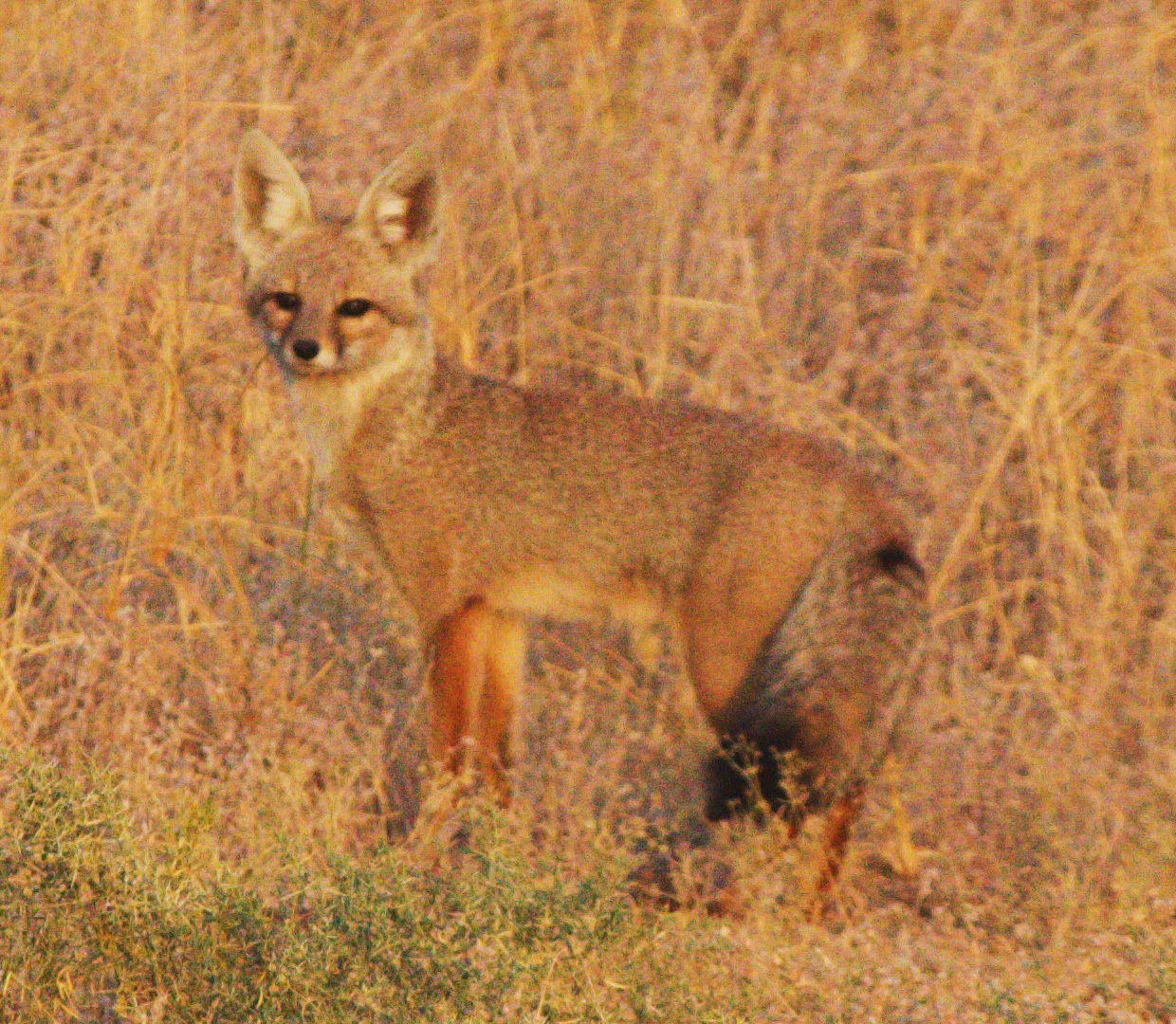
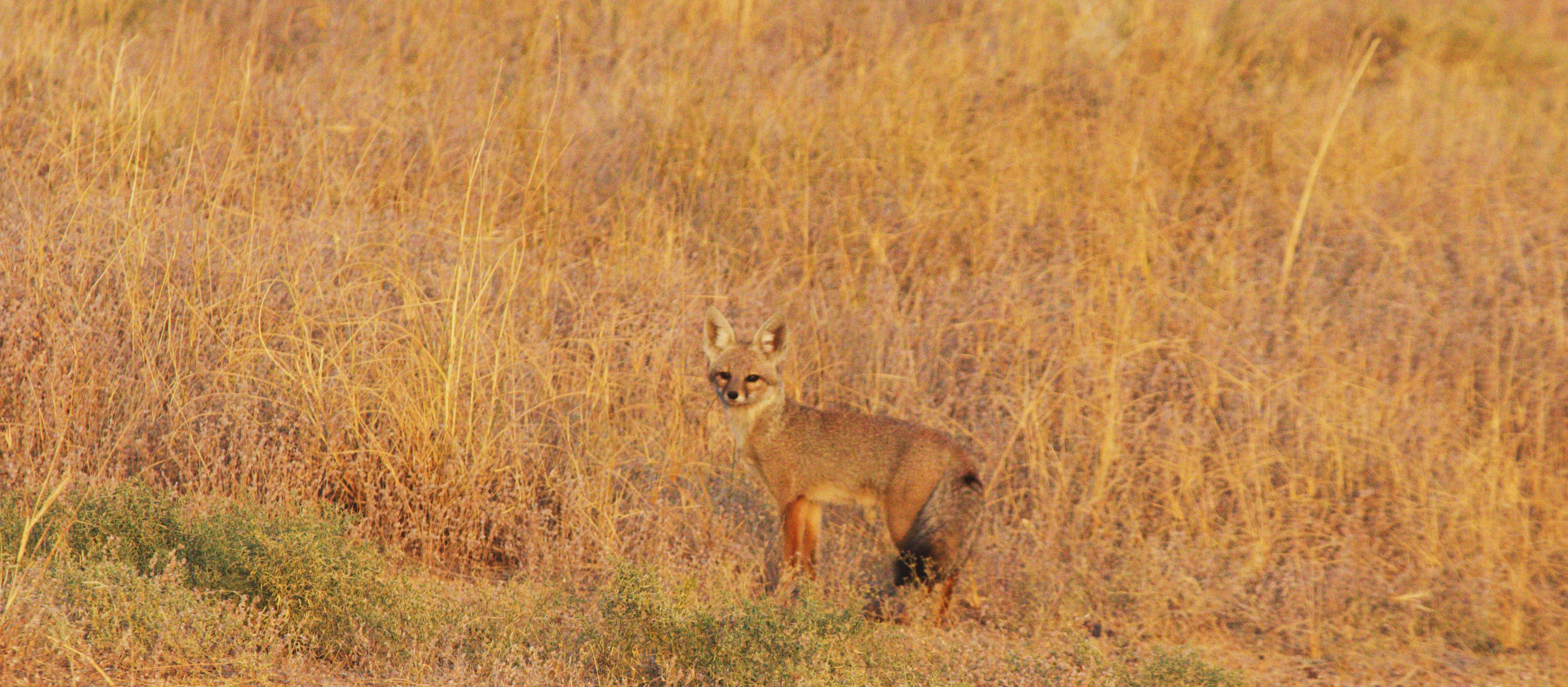